# Mark William Gross
Mark William Gross (30 de novembro de 1965) é um matemático estadunidense, especialista em geometria diferencial, geometria algébrica e simetria especular.
Foi eleito membro da Royal Society (FRS) em 2017.

## Educação
Gross estudou a partir de 1982 na Universidade Cornell obtendo o grau de bacharel em 1984, com um Ph.D. em 1990 na Universidade da Califórnia em Berkeley, orientado por Robin Hartshorne, com a tese Surfaces in the Four-Dimensional Grassmannian.
Gross foi um palestrante convidado, juntamente com Bernd Siebert, com a palestra Local mirror symmetry in the tropics no Congresso Internacional de Matemáticos em Seul 2014. Gross e Siebert receberam o Clay Research Award de 2016. Em 5 de maio de 2017 Gross foi eleito Membro da Royal Society.

### Publicações selecionadas
- Topological Mirror Symmetry, Inventiones Mathematicae, vol. 144, 2001, pp. 75–137, Arxiv
- com D. Joyce, D. Huybrechts (eds.), Calabi–Yau Manifolds and related Geometries (Nordfjordeid 2001), Springer MR1963559;[8] 2012 reprint
- com B. Siebert: From real affine geometry to complex geometry, Annals of Mathematics, vol. 174, 2011, pp. 1301–1428, Arxiv
- com Paul Stephen Aspinwall, Tom Bridgeland, Alastair Craw, Michael R. Douglas, Anton Kapustin, Gregory Winthrop Moore, Graeme Segal, Balázs Szendrői, and P. M. H. Wilson: Dirichlet branes and Mirror Symmetry, Clay Mathematics Monographs 4, 2009
- Tropical geometry and mirror symmetry, CBMS Regional conference series in Mathematics 114, AMS, 2011 MR2722115
- Mirror Symmetry for {\displaystyle P^{2}} and Tropical Geometry, Preprint 2009, Arxiv
- The Strominger–Yau–Zaslow conjecture: From torus fibrations to degenerations, AMS Symposium Algebraic Geometry, Seattle 2005, Preprint 2008, Arxiv
- Mirror Symmetry and the Strominger–Yau–Zaslow conjecture, Current Developments in Mathematics 2012, Arxiv